# Intendant des armées navales
 (novembre 2012).
Les intendants des armées navales sont des agents de l'administration de la Marine royale française sous l'Ancien Régime.

## Historique
Lorsque Richelieu cherche à perfectionner les institutions maritimes, il prend plusieurs mesures dont celle, en 1627, de créer des intendants des armées navales. Leurs missions consistent à administrer les dépenses des escadres. Leurs fonctions ne durent, pour cette raison, que le temps de la campagne en mer.
Au départ, il n'y a que trois intendants des armées navales, pour les flottes confiées aux chefs d'escadre de Normandie, de Bretagne et Guyenne.
Au cours du XVIIe siècle, l'utilisation des intendants se généralise avec une sédentarisation de leurs fonctions. Ainsi, apparaît un embryon d'administration coloniale (intendance des îles d'Amérique, 1642 et intendance du Canada, 1663) et l'essor des intendances du Ponant et du Levant, devenues portuaires (Toulon en 1659, Rochefort en 1669, Brest en 1674, Le Havre en 1680 et Dunkerque en 1683), rend totalement inutile la fonction d'intendant des armées navales.
Pourtant, l'existence de cette charge demeure au XVIIIe siècle. Le dernier intendant des armées navales véritablement actif est Antoine-François Phélypeaux d'Herbault (nommé le 31 décembre 1695). Il meurt lors de la bataille navale de Vélez-Malaga le 10 octobre 1704. Après lui, la charge d'intendant des armées navales devient une récompense honorifique et offre dans la plupart des cas une retraite lucrative (12 000 livres par an à partir du 30 avril 1716). Les plus célèbres sont François de Beauharnais de la Boëche, titulaire à deux reprises (de 1706 à 1710 puis de 1739 à sa mort), et Michel VI Bégon (d'octobre 1746 à sa mort en janvier 1747), fils de Michel Bégon, célèbre intendant de Rochefort.

## Sources et bibliographie
- Michel Vergé-Franceschi, Dictionnaire d'histoire maritime, Paris, 2 vol., Robert Laffont, coll. « Bouquins », 2002.